# Раймунд Беренгер IV (граф Прованса)
Райму́нд Беренге́р IV (V) (1199 — 19 августа 1245, Экс-ан-Прованс), граф Прованса с 1209 года и граф Форкалькье с 1222 года, был последним представителем Барселонского дома из графов Прованса. Отцом ему приходился Альфонс II Беренгер (1180—1209), граф Прованса с 1196 года, матерью — Гарсенда де Сабран (1180—1242), графиня Форкалькье.

## Молодые годы
В феврале 1209 г., когда ему было всего девять лет, его отец умер в Палермо, куда сопровождал свою сестру Констанцию как невесту императора Фридриха II. Во избежание волнений в Прованс срочно вступил его дядя, король Арагона Педро II, объявив себя его опекуном. Он принял оммаж от крупнейших феодалов и удалился, забрав с собой юного Раймунда Беренгера, наставниками которого станут магистр провинции Арагон ордена Храма Гильом де Монредон и видный богослов Раймунд Пеньяфортский, позже причисленный к лику святых. Регентом Прованса он оставил своего дядю Санчо, брата своего отца Альфонсо II.
Тем временем в графстве Форкалькье начались волнения. Графами себя провозгласили как Гильом де Сабран, родственник графа Форкалькье Гильома IV, отца Гарсенды, так и сестра Гильома IV Алиса. В 1213 году, когда Педро II Арагонский погиб в сражении при Мюре, Санчо стал регентом Арагона, назначив регентом Прованса своего сына Нуньо Санчеса, графа Руссильона. Между ним и Гарсендой возникли трения, но местная знать поддержала графиню-мать, и в 1216 г. Раймунд Беренгер вернулся в Прованс, где был создан регентский совет во главе с его матерью.
В Альбигойской войне, которая шла в то время на Юге Франции, Раймунд Беренгер IV принял сторону папы и короля против альбигойцев, графа Тулузского и их сторонников. Это имело не столько религиозные, сколько политические причины: в условиях внутренней нестабильности граф нуждался в сильных союзниках. Прованские города Авиньон, Арль и Тараскон поддержали графа Тулузского, тем самым выступив против собственного сеньора. В 1215 году от графства Прованского откололась Ницца, перейдя в подчинение Генуэзской республики. Все большей самостоятельности добивался Марсель, который графы Прованские контролировали лишь условно: жители верхнего города постоянно восставали против своих епископов, жители нижнего выкупали права своих виконтов, постепенно вводилось городское самоуправление, к тому же город то и дело демонстрировал склонность сговориться с графом Тулузским, подрывая власть графа Прованского.

## Укрепление власти
В 1219 году Раймунд Беренгер начал править самостоятельно. Первым шагом к укреплению власти для него стала удачная женитьба в том же году на Беатрисе, дочери графа Томаса I Савойского, благодаря чему он вступил в союз с влиятельным графством Савойей.
Для улаживания конфликта с родственниками матери из рода Сабран он прибег к арбитражу Бермонда Ле Корню, архиепископа Экса-ан-Прованс, и некоторых других сеньоров; в результате ему были присуждены города Форкалькье и Систерон, а также земли между ними.
В 1222 году Гарсенда де Сабран, сочтя, что власть сына достаточно укрепилась, передала ему графство Форкалькье и ушла в монастырь Селль. Так титулы графов Прованса и Форкалькье вновь объединились в одних руках впервые после 1110 г., когда Аделаида Прованская присвоила графство Форкалькье.
В 1226 году Раймунд Беренгер IV вступил в мятежный Авиньон вместе с крестоносцами короля Людовика VIII. Впрочем, это принесло ему мало пользы: именем папы легат, кардинал Ромен от Святого Ангела, потребовал сноса городских стен и башен и наложил на город огромную дань, от чего выгадал только Святой престол, но не граф Прованский.

Герб города Барселоннетта

Граф развернул борьбу против городов Прованса, которые стали почти независимыми и управлялись консулами. В 1226 г. его верховенство признали консулы Тараскона, в 1227 г. — Граса. В 1229 году под влиянием своего главного советника Роме де Вильнёва, впоследствии сенешаля и коннетабля Прованса, он совершил военный поход на Ниццу, покорил её и выстроил там новую крепость, чтобы держать город в повиновении.
В 1231 г. основал город Барселоннетту, «маленькую Барселону», в память своих арагонских предков.
Покровительствовал трубадурам и даже сам написал несколько песен. При его дворе бывали трубадуры Сордель, Фолькет Марсельский, Бертран д’Аламанон, Пейре Бремон Рикас Новас, Гильем де Монтаньяголь.

Монахи Златоостровский и от Святого Цезария писали, что поколе сей добрый князь был жив, вовеки не бывало никого, кто более жаловал бы провансальских пиитов, и ни при ком провансальцы не мнили себя счастливее и никогда не были менее принуждаемы платить подати, которые мы называем сбором денариев, взятком или займами.

## Борьба с непокорными городами и с графом Тулузским
Однако подчинить все города оказалось не так просто. Марсель, в 1229 г. снова восставший против епископа, призвал на помощь графа Раймунда VII Тулузского, признав его виконтом Марсельским. Марсельцев поддержал и Тараскон в 1231 году. Позже оба графа заключили перемирие, но в 1237 г. Раймунд VII снова пришел на помощь марсельцам, упорно не признававшим сюзеренитет графа Прованского. А в 1239 году Раймунд Беренгер вошел в конфликт с императором Фридрихом II, от которого держал некоторые земли, поддержав его противника — папу Иннокентия IV и изгнав из Арля назначенного Фридрихом вице-короля — Бероарда де Лоретта, за что император в декабре объявил ему имперскую опалу и передал зависящие от него земли, графство Форкалькье и Систерон, графу Тулузскому. Летом 1240 г. Раймунд VII вторгся в Прованс, разорил Камарг и осадил Арль, в чем ему оказали помощь марсельцы, но осада затянулась, и в сентябре Раймунд, под угрозой вмешательства Людовика IX, уже зятя Раймунда Беренгера, был вынужден её снять.
Сложной оставалась ситуация и в Арле, где местный архиепископ, обычно сторонник графа Прованского, периодически боролся с патрициатом, поддерживавшим графа Тулузского и императора; как и во многих других городах Прованса, в тот период там было введено местное самоуправление во главе с подеста — по образцу городов-коммун Северной Италии.

## Браки дочерей
Первой из дочерей Раймунду Беренгеру IV удалось выдать замуж старшую, Маргариту: в 1234 году в возрасте 13 лет она вышла за короля Франции Людовика IX. Это брак был выгоден как королю, укреплявшему свои позиции в Южной Франции, так и графу Прованскому, приобретавшему могущественного союзника в борьбе с Тулузой и строптивыми городами. Поскольку жених и невеста находились в четвертой степени родства (оба приходились отдаленными потомками графу Барселоны Рамону Беренгеру III), на брак потребовалось специальное разрешение папы Григория IX, которое тот охотно дал в расчете на помощь короля в усмирении Прованса.
Через два года, в 1236 г., за английского короля Генриха III вышла вторая дочь — Элеонора. Третья дочь, Санча, была обещана давнему сопернику графа Прованского — Раймунду VII Тулузскому, но из-за промедления с выдачей папского разрешения и под влиянием Элеоноры её в 1243 г. выдали за брата английского короля — Ричарда Корнуэльского, впоследствии римского короля и претендента на императорский престол.
На руку последней дочери Беатрисы, получавшей в наследство все земли, было соответственно еще больше претендентов — и тот же Раймунд VII, и король Арагона Хайме I, но французский двор добился, чтобы уже после смерти отца, в 1246 г., Беатрису её опекун, регент Прованса Роме де Вильнёв, выдал за младшего брата французского короля — Карла Анжуйского. Некоторые даже приписывали ему устройство браков всех четырех дочерей, как Данте в шестой песни Рая в «Божественной комедии»:

Рамондо Берингьер четыре царства
Дал дочерям; а ведал этим всем
Ромео, скромный странник, враг коварства.

## Смерть Раймунда Беренгера

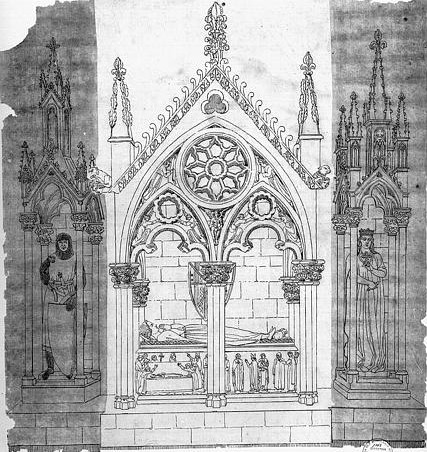
Гробница Раймунда Беренгера IV

Перед смертью граф написал завещание в Систероне. Графства Прованс и Форкалькье и все земли он завещал младшей дочери Беатрисе, еще незамужней, ради их целостности; если она умрет бездетной, наследником второй очереди назначался Хайме Арагонский. Маргарите и Элеоноре доставалось по сто марок серебра, Санче — пять тысяч; вдовья доля назначалась и Беатрисе Савойской. Душеприказчиками он назначил архиепископа Экса, епископов Рье и Фрежюса, а также Роме де Вильнёва, своего первого министра. Граф Раймунд Беренгер IV умер 19 августа 1245 года и был похоронен в своей столице Экс-ан-Прованс, в госпитальерской церкви Сен-Жан-де-Мальт, рядом с отцом.

## Брак и дети

Дочери Раймунда Беренгера IV
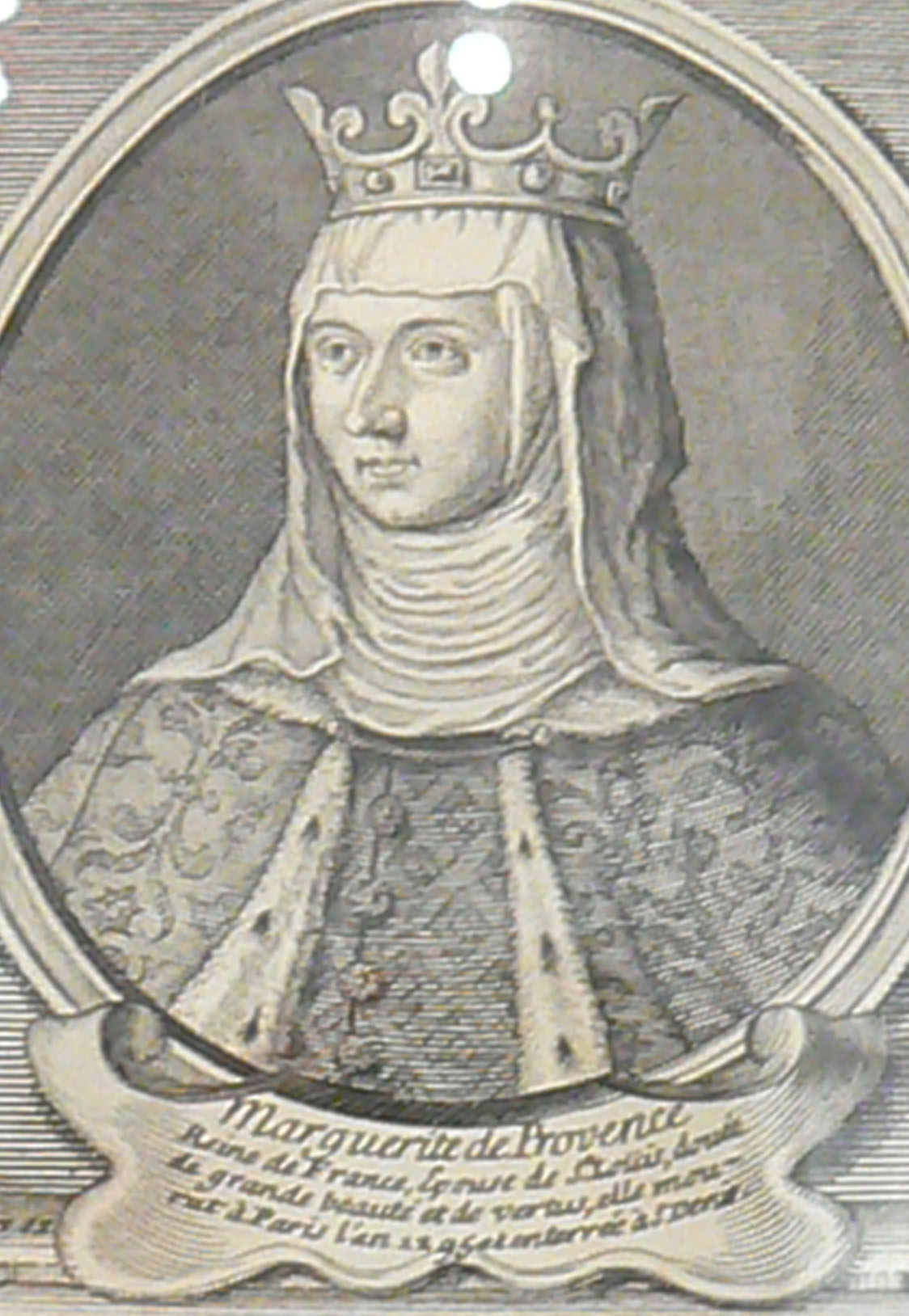
Маргарита Прованская
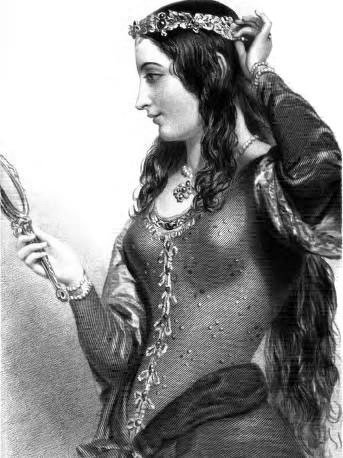
Элеонора Прованская
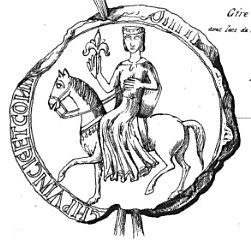
Санча Прованская
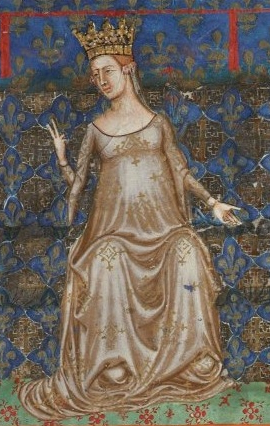
Беатриса Прованская

Раймунд Беренгер IV в декабре 1220 года женился на Беатрисе Савойской (ок. 1205 — 1266), дочери графа Томаса I Савойского и Маргариты Женевской. От этого брака родились дети:
- Маргарита (1221 — 21 декабря 1295); муж: с 27 мая 1234 года Людовик IX Святой (25 апреля 1214 — 25 августа 1270), король Франции с 1226
- Элеонора (ок. 1223 — 24/25 июня 1291); муж: с 14 января 1236 года Генрих III (1 октября 1207 — 16 ноября 1272), король Англии с 1216
- Санча (ок. 1225 — 5/9 ноября 1261): муж: с 22 ноября 1243 года Ричард Корнуэльский (5 января 1209 — 2 апреля 1272), граф Корнуэлла с 1227, римский король с 1257
- Раймунд (умер во младенчестве)
- Беатриса (1232/1234 — 23 сентября 1267), графиня Прованса и Форкалькье с 1246; муж: с 31 января 1246 Карл I Анжуйский (1227—1285), король Сицилии в 1266—1282 годах, король Неаполя с 1266 года, граф Анжу и Мэна с 1246 года, граф Прованса и Форкалькье с 1246 года, титулярный король Иерусалима с 1277 года, король Албании с 1272 года, князь Ахейский с 1278 года